# Крылатское (район Москвы)
Крыла́тское — район в Западном административном округе Москвы и одноимённое внутригородское муниципальное образование (муниципальный округ). Расположен на правом берегу Москвы-реки, между районами Кунцево, Хорошёво-Мнёвники, Строгино и Филёвский Парк.
Название — от бывшего села Крылецкое, известного с начала XV века, в конце XVI — начале XVII вв. — владения бояр Романовых. В 1862—1877 построена церковь Рождества Пресвятой Богородицы. С 1960 года находится в черте Москвы. В районе Крылатского проводятся соревнования дельтапланеристов, мотоциклистов, автомобилистов, лыжников. В 1970-х годах близ Крылатского к Олимпиаде 1980 г. создан одноимённый спортивный комплекс, на котором проводились соревнования по велогонкам, стрельбе из лука и академической гребле. От Рублёвского шоссе проложена автодорога, благоустроены набережные. Основные улицы: Крылатская, Крылатские Холмы, Осенний бульвар, Осенняя. В районе расположена станция метро «Крылатское» Арбатско-Покровской линии Московского метрополитена
По данным на 2010 год, площадь района составляет 1204,46 га. Население района по переписи 2010 года — 82 606. Плотность населения — 6858,3 чел./км², площадь жилого фонда — 1850,54 тыс. м² (2010 год).

## История

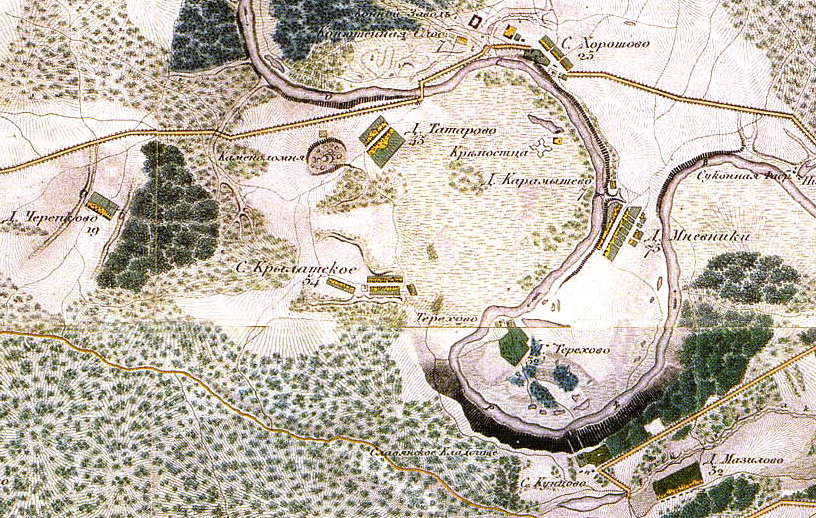
Карта окрестностей Москвы 1823 года. Видны село Крылатское и деревня Татарово

На месте современного района «Крылатское» ранее располагались деревня Татарово и село Крылатское.

### Село Татарово
Деревня Татарово впервые упоминается в духовной грамоте великого московского князя Василия Дмитриевича в 1417—1423 годах. А в 1960 году вошла в состав Москвы при расширении границ последней до МКАД. Деревня существовала вплоть до 1980 года, когда, в связи с предстоящей Олимпиадой-80 всё население (порядка 200 домов) было расселено по различным районам Москвы.

### Село Крылатское
Впервые Крылатское (как Крилатьское село) упоминается в документах 1417 года, во второй духовной грамоте великого московского князя Василия I, согласно которой он отдавал его своей княгине. Исторической особенностью села Крылатское было то, что село на протяжении нескольких столетий постоянно находилось в числе государевых вотчин. Царь Иван Грозный несколько раз останавливался в Крылатском.
В 1714 году взамен сгоревшей церкви Рождества Богородицы, построенной ещё при Иване Грозном, была возведена новая деревянная церковь. Спустя три года к церкви был пристроен придел во имя Николая Чудотворца. В 1887 году деревянная церковь на холме была заменена белокаменной, с голубыми куполами. Храм просуществовал до 1936 года, а осенью 1941 года был разобран купол и снесена до первого яруса колокольня, так как высокие точки служили хорошими ориентирами немецким самолётам и артиллерии при нанесении бомбовых ударов по Москве.
В конце XIX века Крылатское становится дачной местностью, зоной летнего отдыха, купания. В парке близ села собирались в начале XX века члены Суриковского литературно-музыкального кружка. Под вековым дубом Сергей Есенин впервые публично читал свои стихи. 20 июля 1914 года, на следующий день после начала Первой мировой войны, здесь состоялось совещание Московского комитета большевиков, на котором присутствовало около 20 представителей партийных групп, обсуждавших отношение к войне.
После революции 1917 года земли Крылатского были поделены между крестьянами, а в конце 1920-х годов в Крылатском организуется колхоз, в основном занимавшийся животноводством. В 1950-х годах близ села строится птицефабрика мощностью до 150 млн яиц в год, после входа села в состав столицы была выведена на 36-й км Минского шоссе.

### В составе Москвы

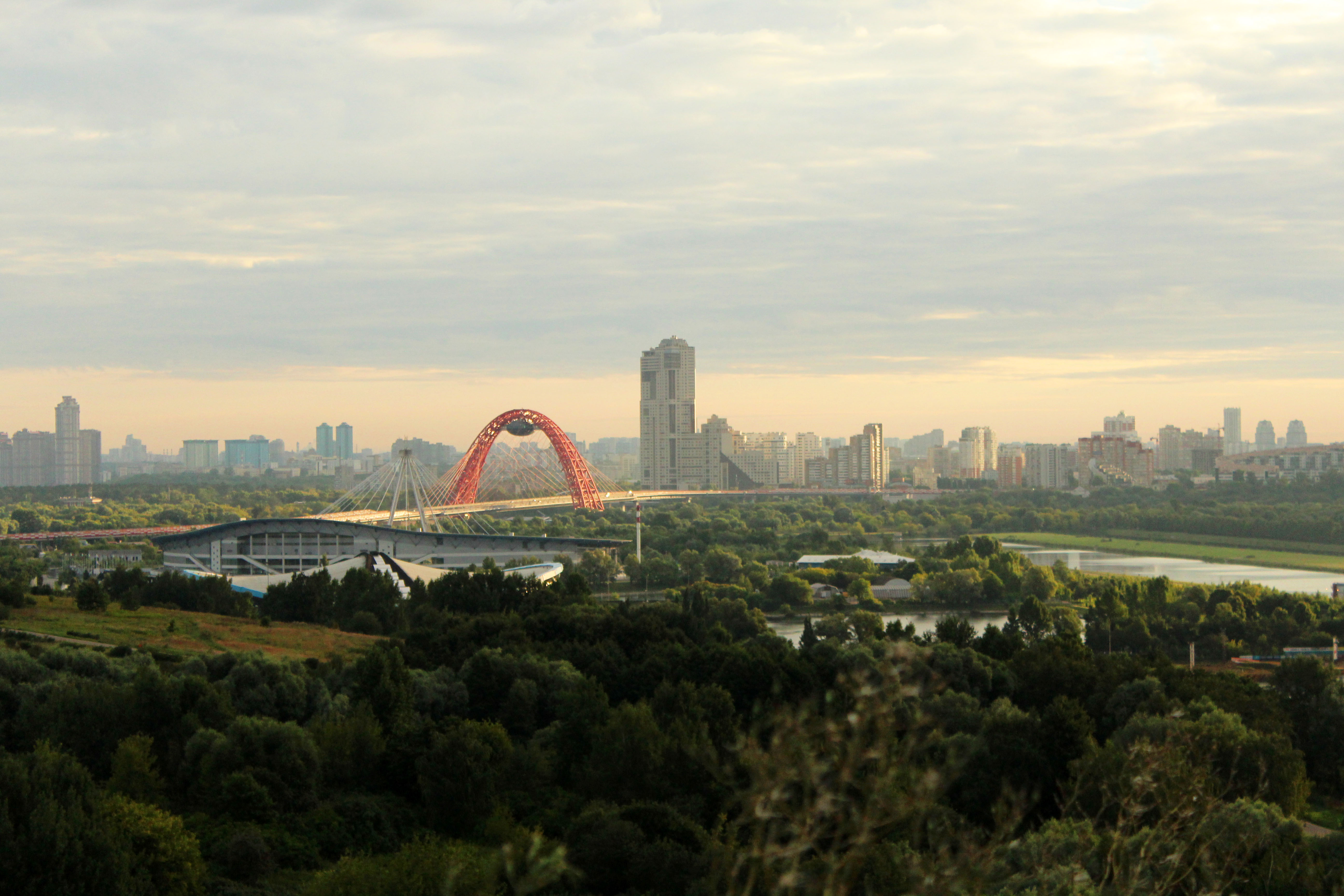
Вид с Восточного Крылатского холма на Живописный мост, 2015 г.

Село Крылатское, деревня Татарово и близлежащие территории вошли в черту Москвы в 1960 году, став сначала частью Киевского района, а с 1969 года — Кунцевского района.
В период подготовки к Олимпийским играм 1980 года были снесены все шесть улиц села Крылатского, 5 улиц деревни Татарово, а также ликвидированы оба Крылатских кладбища. Птицефабрику вывели за 36-й километр Минского шоссе (Ликино), а в 1973 году в районе началось строительство Олимпийского спортивного комплекса. В Татаровской пойме был построен Гребной канал, а рядом в 1979 году — крытый велотрек. На Крылатских холмах была проложена единственная в мире олимпийская велотрасса, расположенная в черте города, общей протяжённостью 13,5 км. Эти объекты сделали Крылатское районом с уникальной спортивной инфраструктурой.
После строительства спортивных объектов Крылатское становится районом массового жилищного строительства, активная застройка началась в 1982 году. «Градостроительным экспериментом» называли возведение района. Сутью эксперимента являлась комплексная застройка: возведение зданий начиналось только после полной готовности территории и коммуникаций, одновременно с жилыми домами строились объекты социального и культурно-бытового назначения. Район застраивался крупнопанельными домами, в основном серий П-3 и П-44. В первые этажи встроены помещения для предприятий бытового обслуживания. Жилые здания, магазины и прилегающие территории принимались и вводились в эксплуатацию одновременно. Считается, что первые жители заехали в новые дома 8 октября 1984 года.
При застройке учитывалось количество жителей и их потребности в быту. Между домами были организованы детские площадки, открытые стоянки. Школы и детские сады были построены внутри жилых кварталов, так, чтобы при пути от дома до них не было автомагистралей.
Благодаря сочетанию природы Крылатских холмов и жилых массивов в Крылатском была благоприятная экологическая обстановка.
Возведение района позволило решить проблему нехватки жилья в Москве. Жителями нового района стали порядка 100 тыс. москвичей.
Единственным исторически сохранившимся зданием осталась церковь, восстановление которой началось в 1989 году.
Де-юре до сих пор существуют 1-я и 2-я Крылатские улицы, названные так в 1966 году по бывшему селу Крылатское, но расположенные на территории микрорайона «Фили-Кунцево» (по другую сторону Ярцевской улицы, район Кунцево). Сохранилось здание школы прежнего Крылатского, после сноса села переоборудованное в горнолыжную базу. Долгое время здание формально относилось к 3-й Крылатской улице, оставаясь единственным существующим на ней строением (под номером 51), позже отошло к Крылатской улице под номером 1.
В 1991 году Крылатское получило статус муниципального округа и вошло в состав Западного административного округа. С 1995 года — статус района Москвы.

### В XXI веке
Особенность Крылатского в отсутствии здесь промышленной базы. На его территории расположены предприятия, организации и учреждения, обслуживающие население. Это один из самых экологически чистых районов Москвы. К специфическим особенностям района следует отнести отсутствие значительных по площади неосвоенных площадок под новое строительство и перенасыщенность частным автотранспортом. В этом районе живут видные государственные деятели, политики, музыканты, актёры, художники, поэты и писатели.

## Территория и границы
Граница района «Крылатское» проходит по оси Рублёвского шоссе, далее по городской черте Москвы (внешней границе полосы отвода Московской кольцевой автомобильной дороги, включая все транспортные развязки улиц и дорог), южной и юго-восточной границам территории Серебряноборского лесничества, оси русла реки Москвы, оси Крылатской улицы до Рублёвского шоссе.

## Население
| 2002    | 2010    | 2012    | 2013    | 2014    | 2015    | 2016    |
| ------- | ------- | ------- | ------- | ------- | ------- | ------- |
| 76 261  | ↗78 509 | ↗79 823 | ↗80 131 | ↗80 797 | ↗81 051 | ↗82 046 |
| 2017    | 2018    | 2019    | 2020    | 2021    | 2023    | 2024    |
| ↗82 198 | ↗82 593 | ↗82 817 | ↗83 007 | ↘82 959 | ↘82 923 | ↘82 363 |

### Национальный состав
По итогам переписи населения 2020 года проживали следующие национальности (национальности менее 0,1 % и другое, см. в сноске к строке «Другие»):
| Национальность | Численность, чел. | Доля     |
| -------------- | ----------------- | -------- |
| Русские        | 66 922            | 80,67 %  |
| Украинцы       | 891               | 1,07 %   |
| Татары         | 707               | 0,85 %   |
| Армяне         | 622               | 0,75 %   |
| Евреи          | 462               | 0,56 %   |
| Грузины        | 425               | 0,51 %   |
| Чеченцы        | 375               | 0,45 %   |
| Узбеки         | 356               | 0,43 %   |
| Белорусы       | 331               | 0,40 %   |
| Азербайджанцы  | 323               | 0,39 %   |
| Осетины        | 135               | 0,16 %   |
| Киргизы        | 114               | 0,14 %   |
| Ингуши         | 104               | 0,13 %   |
| Молдаване      | 91                | 0,11 %   |
| Казахи         | 83                | 0,10 %   |
| Другие         | 11 018            | 13,28 %  |
| Итого          | 82 959            | 100,00 % |

## Инфраструктура района

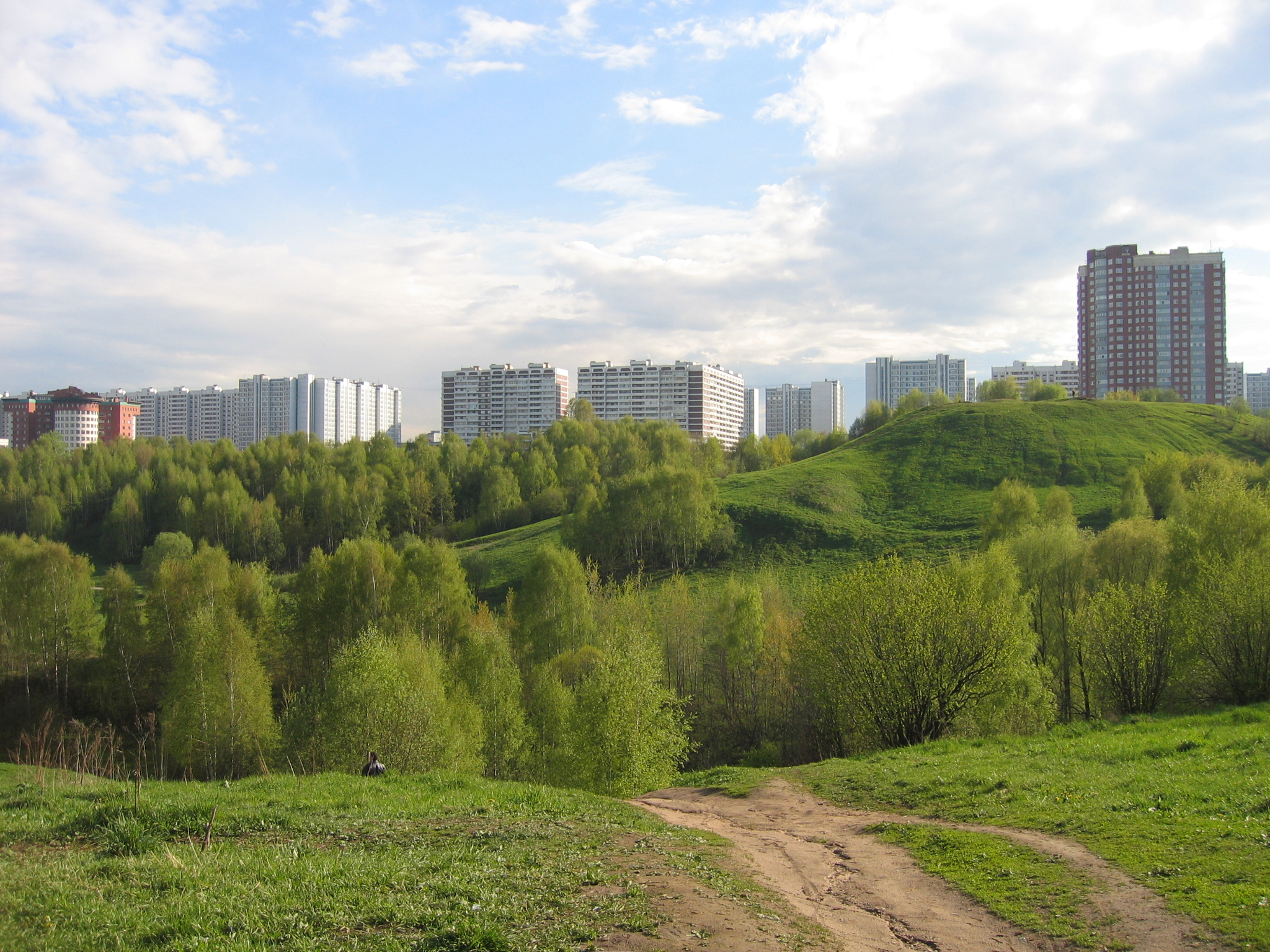
Крылатские холмы в 2007 году

Район обслуживают 3 поликлиники, 1 центр социального обслуживания, 16 государственных детских садов и 11 частных, 17 общеобразовательных школ, включая 6 частных, и 3 библиотеки. Здесь находится одна из международных школ Москвы — International School of Moscow. К услугам жителей 230 предприятий розничной торговли, 25 предприятий общественного питания, 55 предприятий бытового обслуживания (ремонтные мастерские, прачечные-химчистки, бани и т. п.).
Крупные объекты инфраструктуры — торговые центры:
- Европарк (якорные арендаторы: «Ашан», «М.Видео», «Hoff»);[29]
- Рублёвский (якорный арендатор: универмаг ХЦ);[30]
- Западный (якорные арендаторы: «Перекресток», «Л'Этуаль»);[31]

В районе два действующий храма — храм Рождества Пресвятой Богородицы в Крылатском и первый в Москве храм в честь святителя Ермогена — Храм священномученика Ермогена, Патриарха Московского и всея Руси в Крылатском, по адресу ул. Осенняя д. 32, стр.1. Также по адресу Рублевское шоссе, 54 ведётся строительство храма Алексия Человека Божия.
Семейный парк «Сказка» открылся на ул. Крылатская, 18 1 июня 2016 года. На территории парка размещены разнообразные аттракционы, этнокультурный комплекс «Хаски Лэнд», крытый каток, контактный зоопарк, замок квестов. Рядом с парком расположена платная парковка.
В районе широко представлены и спортивные объекты: велотрек, гребной канал, ледовый дворец, фитнес-клубы Fitnation, La Collina, M&g, NeoFit, Spirit, The Base Fitness, Titanbjj, Ключи Фит, Триатлон-центр

## Природа и экология
В Крылатском находится 5 уникальных памятников природы, которые занимают 300 га. Среди них: украшение территории района — природно-исторический парк «Москворецкий»: Серебряноборское лесничество, Крылатские холмы, Татаровская пойма и т. п.
Площадь зелёных насаждений в районе — 1139,3 тыс. м². Общая площадь зелёных парковых насаждений — 2810 тыс. м².
Есть источник, но, по данным НТВ, воду из него пить нельзя из-за несоответствия санитарным нормам.

### Новые зоны отдыха
На территории Крылатского обустраиваются новые зоны отдыха. В северной части района, около Храма священномученика Ермогена, в 2014 году был открыт народный парк «Крылатский». Зона отдыха была создана на месте пустыря. В парке проложена велодорожка, созданы детские и спортивные площадки (включая уличные тренажеры и рампы для скейтбордов), разбита зона для выгула собак. Для тихого отдыха имеются беседки и скамейки.
Народный сквер «В гостях у голубей» создан в 2014 году в честь присоединения Крыма Здесь были посажены новые деревья и установлены насесты для голубей.
Осенний бульвар является центральным променадом района. В 2003 году в ходе фестиваля «Человек в пространстве города» здесь был разбит парк скульптур. Бульвар благоустроен: его северная часть была отремонтирована в 2014—2015 годах, а южная — в 2019 году в рамках столичной программы «Мой район». В результате работ здесь появились фонтан, скамейки разных дизайнов (в том числе парковые качели и лавки, которые крутятся вокруг своей оси), сцена для проведения мероприятий, скейт-парк, детская площадка. Проведено дополнительное озеленение, проложена велодорожка.
Сквер у библиотеки им. Анны Ахматовой – зона отдыха в центральной части района (ул. Крылатские Холмы, д. 51). В сквере обустроены две детские площадки (качели, песочный дворик, детский телеграф, веревочный лабиринт), крытая сцена для мероприятий, скамейки, прогулочные дорожки.

## Транспорт
В районе расположена станция метро  Крылатское, также район связан плотной сетью маршрутов общественного транспорта со станциями метро  Молодёжная,  Кунцевская,  Кунцевская,  Славянский бульвар,  Октябрьское Поле,  Краснопресненская,  Озёрная,  Сокол,  Полежаевская и  Терехово, расположенными на территории соседних районов.
Район обслуживают многочисленные маршруты автобусов и маршруток* (без отсутствия льгот и работающие по НРТ), в том числе маршруты по Рублевскому шоссе, являющемуся границей между районами Крылатское и Кунцево (указаны конечные остановки):
- м35: Крылатское —  Краснопресненская.
- м35к: Крылатское —  Полежаевская.
- т19: Крылатское —  Сокол.
- т19к: Крылатское — Улица Народного Ополчения, 3.
- 127: Мякинино парк — Кастанаевская улица.
- 129: Мякинино — Автобаза Министерства обороны.
- 229:  Молодёжная —  Крылатское (через Крылатскую улицу).
- 229к: Крылатское —  Крылатское (по Осеннему бульвару).
- 251:  Молодёжная — Автобаза Министерства обороны.
- 251к:  Молодёжная — Кадетская школа.
- 271: Крылатское —  Терехово.
- 358*:  Крылатское —  Щукинская.
- 376: Крылатское — ТЦ «Европарк».
- 536*:  Молодёжная— Солослово.
- 554: Крылатское — улица Федосьино.
- 626:  Молодёжная —  Строгино (Восточный вестибюль).
- 660:  Молодёжная — ВКНЦ (кольцевой; только от ВКНЦ).
- 688: Крылатское —  Озёрная.
- 732: Крылатское —  Славянский бульвар.
- 733: Крылатское — Аминьево.
- 829:  Молодёжная —  Крылатское (кольцевой).
- 829к: Крылатское —  Крылатское (по Осеннему бульвару).
- 832: Крылатское — Спортцентр «Крылатское».
- 832к: Крылатское — Улица Крылатские Холмы.
- 898*:  Крылатское — 62-я городская больница (Истра).

## Автомобильные дороги
По границе района проходит Рублёвское шоссе, среди крупных улиц района Осенняя, Крылатская улицы и проспект Маршала Жукова.
Проспект Маршала Жукова является частью Краснопресненского проспекта. На территории района Крылатское находится один из въездов в Северо-Западный тоннель.
В будущем участок Крылатской улицы от Рублёвского шоссе до Крылатского моста войдёт в состав Северо-Западной хорды, а в дополнение к существующему Крылатскому мосту будет построен новый мост.

## Спорт

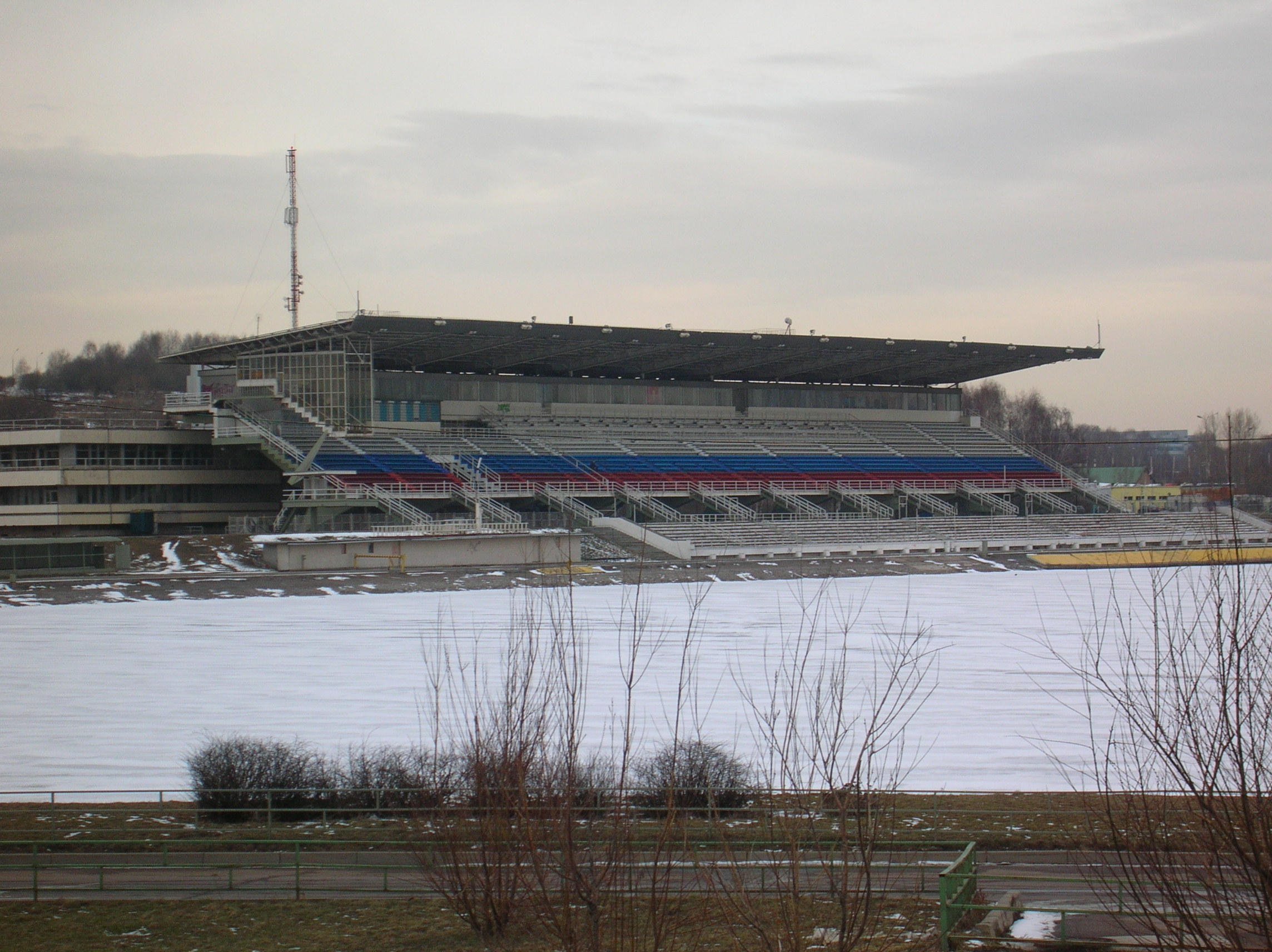
Крылатский гребной канал, 2008 г.

В Крылатском сосредоточены разнообразные спортивные объекты, в том числе олимпийские:
- Ледовый дворец «Крылатское»
- Велотрек «Крылатское»
- Гребной канал «Крылатское»
- олимпийская велотрасса на Крылатских холмах
- Олимпийский спортивный комплекс
- гольф-клуб «Крылатское»
- горнолыжный спуск
- фитнес-клубы The BASE (Adidas)[41] Master-gym и La Collina
- центр йоги на ул. Крылатские холмы
- открытый кинокаток в Крылатском
- Центр настольного тенниса[42]

## Примечательные места района

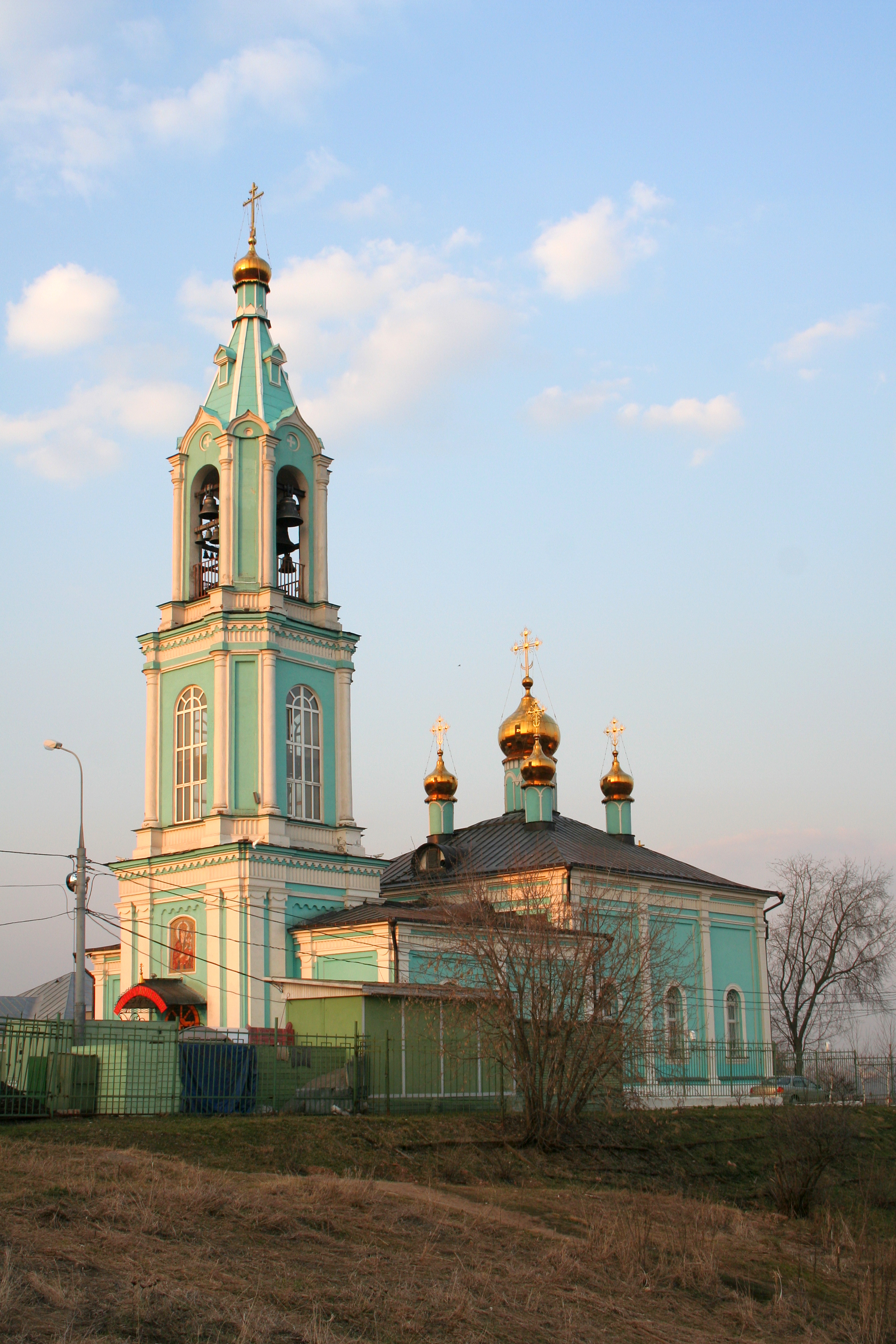
Храм Рождества Пресвятой Богородицы в Крылатском, 2010 г.

- Храм Рождества Пресвятой Богородицы в Крылатском расположен в ландшафтном парке Крылатские холмы, недалеко от правого берега Москва-реки. Построен в 1862—1877 годах. В современном виде состоит из основного объёма, выдержанного в традиционном для архитектуры русских церквей XIX века византийском стиле и увенчанного симметричным пятиглавием, а также трёхъярусной колокольни с шатровой звонницей и стройной, «стремящейся» в высоту главкой.
- Смотровая площадка возле церкви. С площадки, как и в целом с Крылатских холмов, открывается панорамный вид на центр и северо-запад Москвы, включая пойму Москвы-реки, Поклонную гору, Москва-Сити, районы Хорошёво-Мнёвники, Щукино и др.
- Площадь Защитников Неба. Расположена между домами № 11 и 15 по Осеннему бульвару и выходит на сам бульвар. Площадь названа 4 июля 1995 года в ознаменование 50-летия Победы в Великой Отечественной войне. Находящийся на этой площади памятник посвящён защитникам неба от налётов фашистской авиации в период «Битвы за Москву».
- Парк скульптур[43]. Расположен в самом начале Осеннего бульвара. Появился в районе Крылатское в 2003 году в рамках открытого фестиваля «Человек в пространстве города». Всего в парке установлено 10 скульптур.
- «Дом Ельцина» на Осенней улице (Осенняя улица, дом 4 корпус 2). В этом доме был прописан первый президент России Борис Николаевич Ельцин.[44].